# Nwal-Endéné Miyem
Endéné Miyem (nascuda el 15 de maig de 1988 a Reims, França) és una jugadora francesa de bàsquet professional. Ella juga en l'equip de bàsquet nacional femení de França. Ella ha competit als Jocs Olímpics de 2012.
Miyem també és compatible amb el grup d'hip-hop Eklectik en la seva iniciativa "Face Cancer", un projecte destinat a crear consciència sobre el càncer a través de la música.